# Xyleutes strix
Xyleutes strix là một loài bướm đêm thuộc họ Cossidae. Nó được tìm thấy ở Ấn Độ, tây Nam Á, Sundaland, Philippines, Sulawesi, Moluccas và New Guinea.

## Hình ảnh

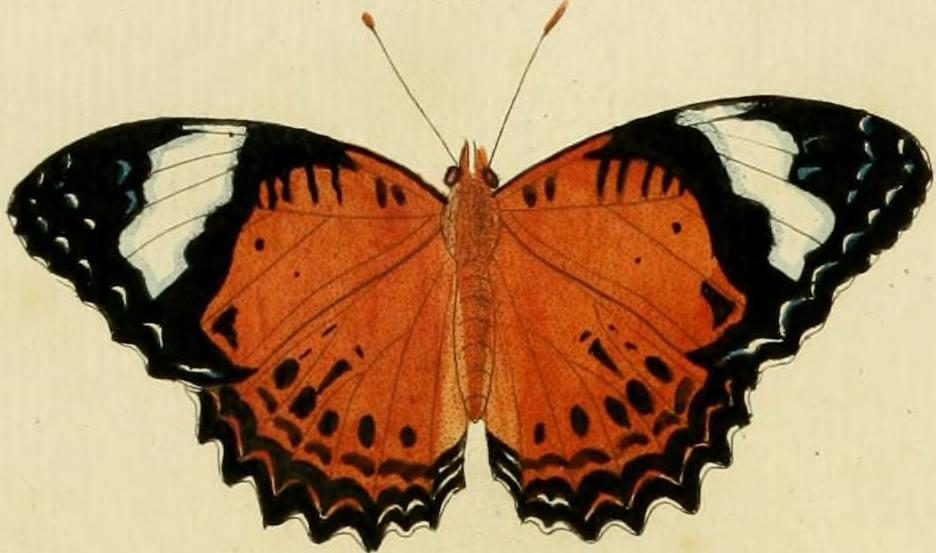
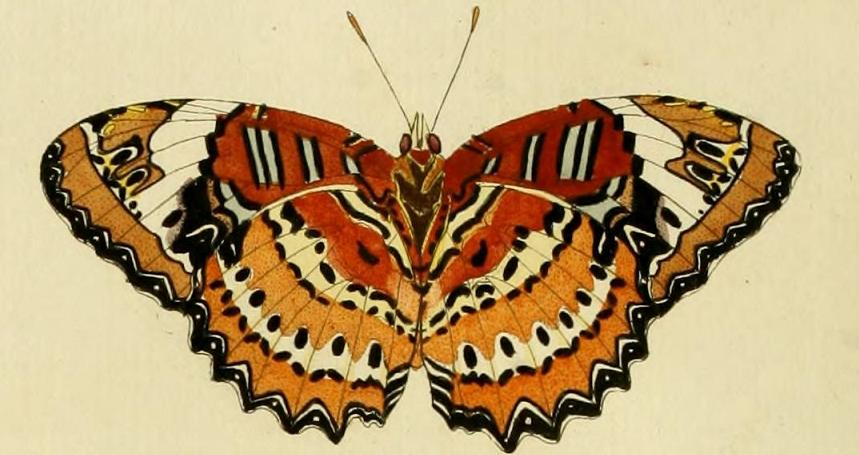
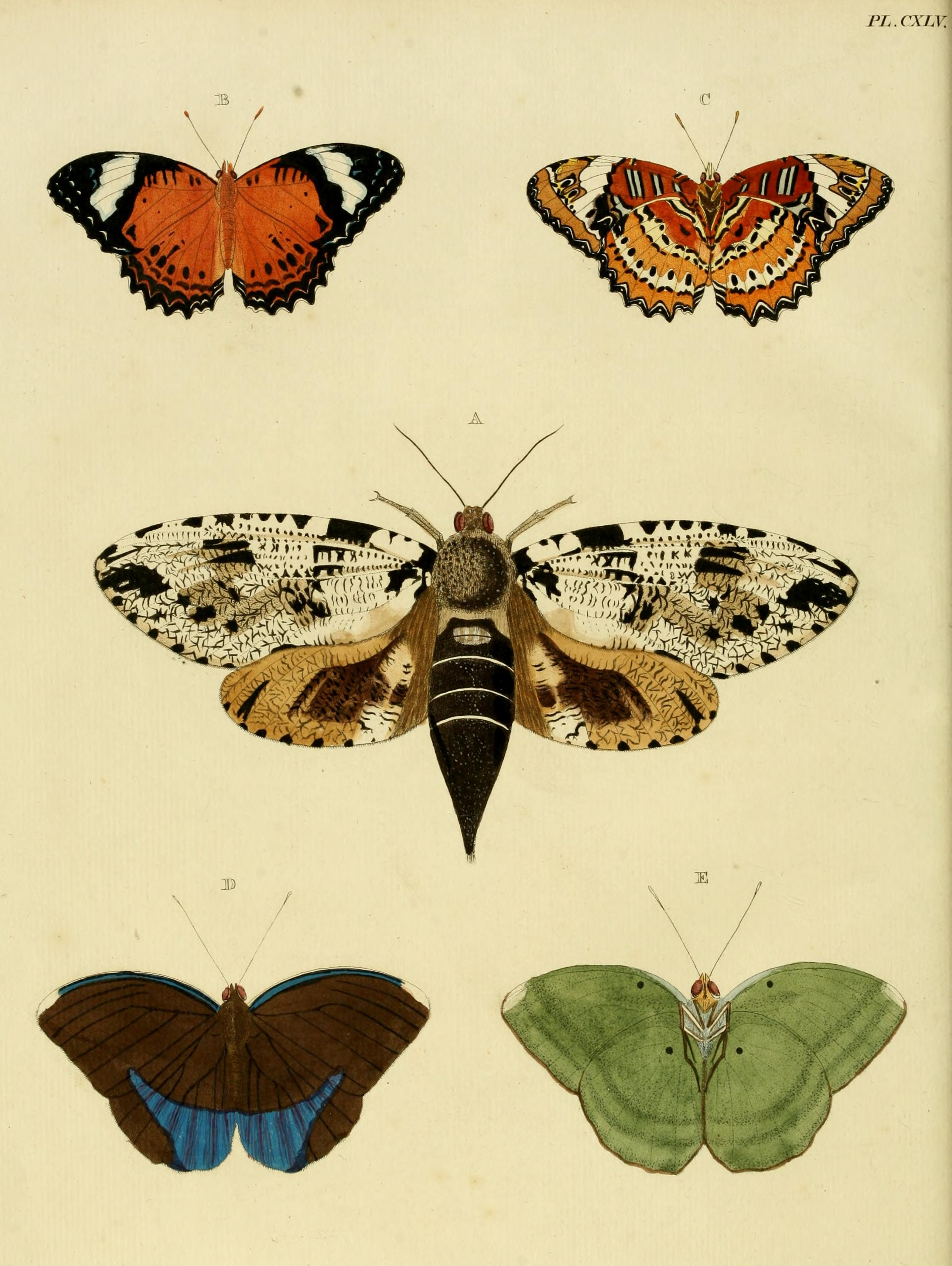

## Phụ loài
- Xyleutes strix strix
- Xyleutes strix tigrata (Sulawesi)
- Xyleutes strix bubo (Australasian)